# قراز ضافر
 قراز ضافر (الاسم العلمي:Crax globulosa) هو نوع من الطيور يتبع جنس القراز من فصيلة القرازية.

## معرض صور

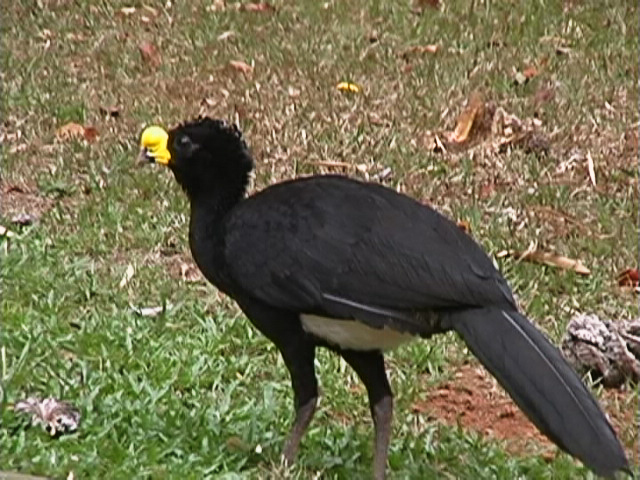
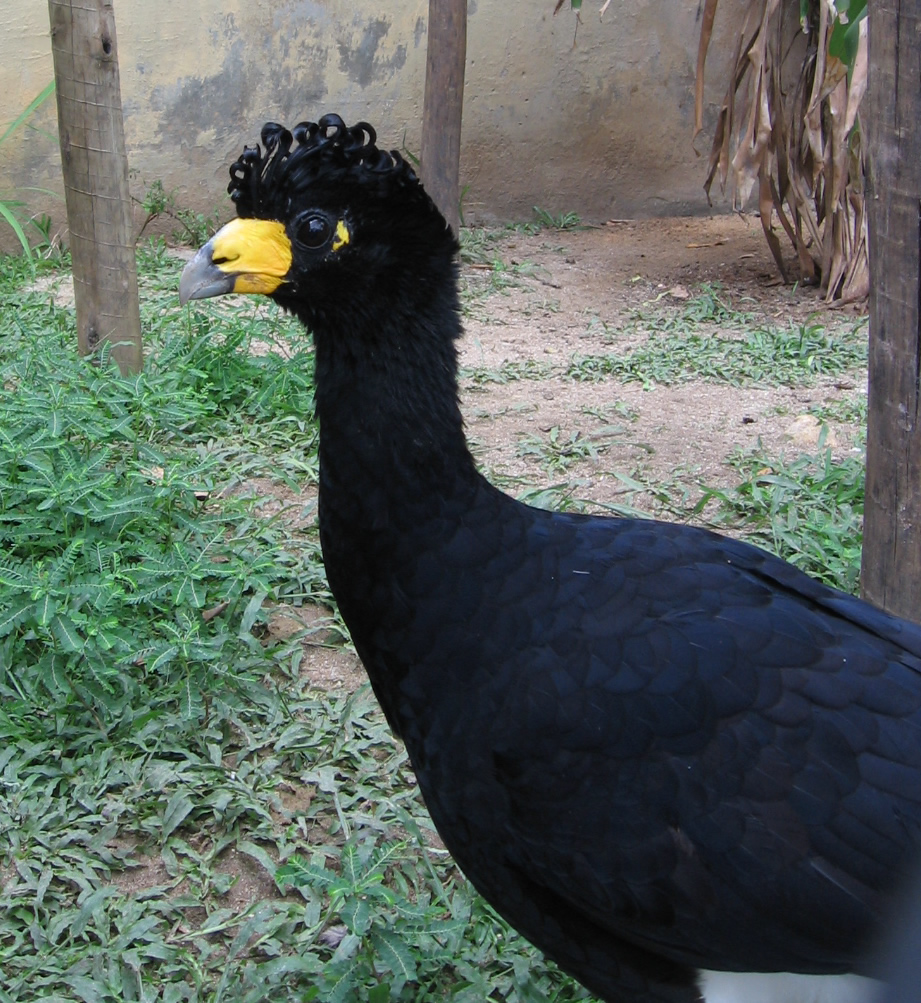
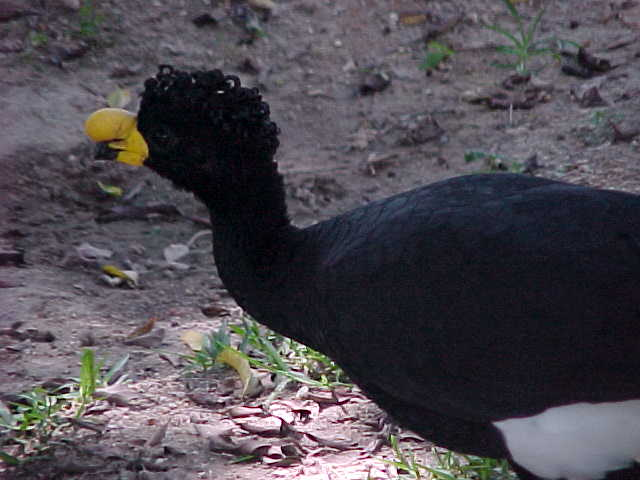
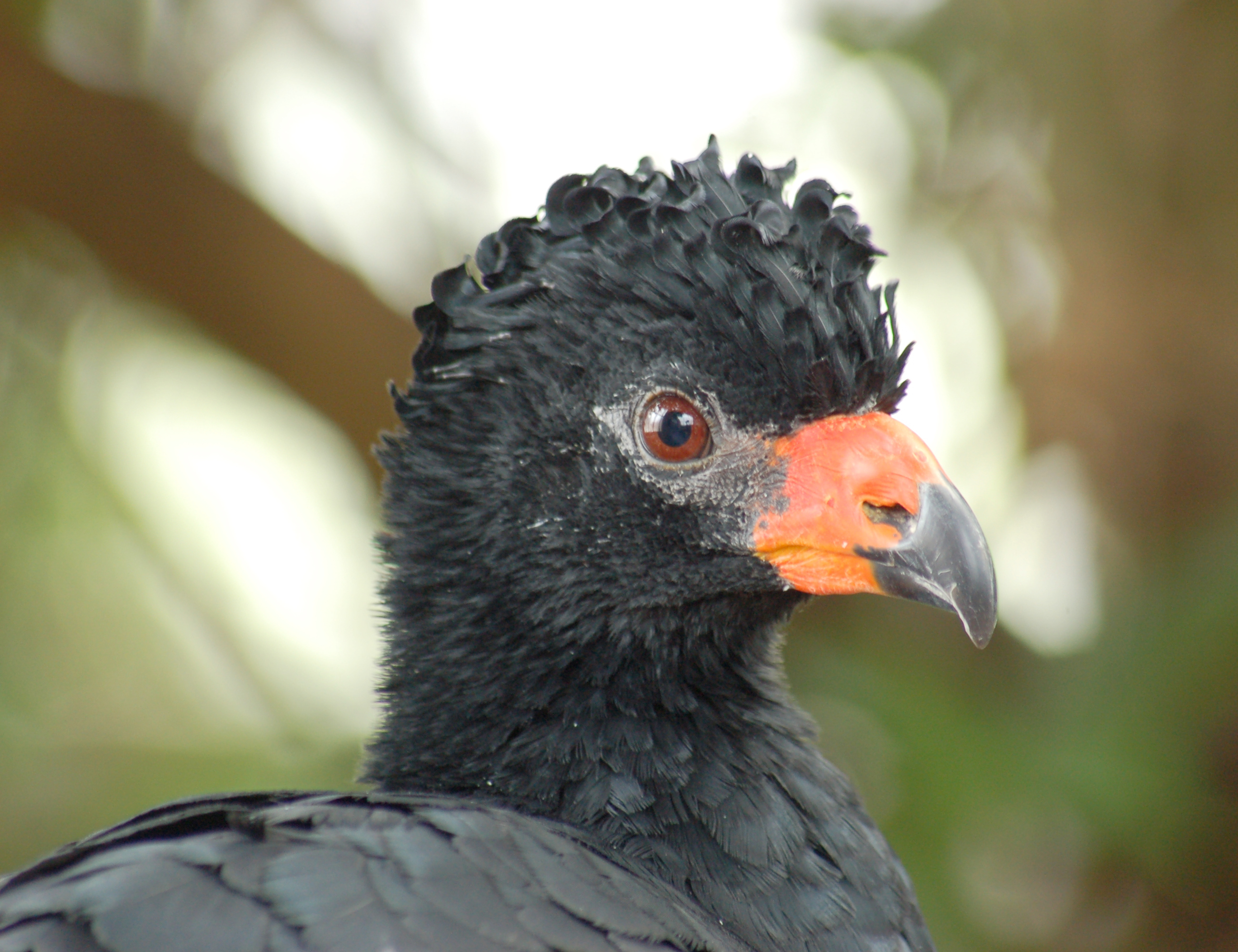
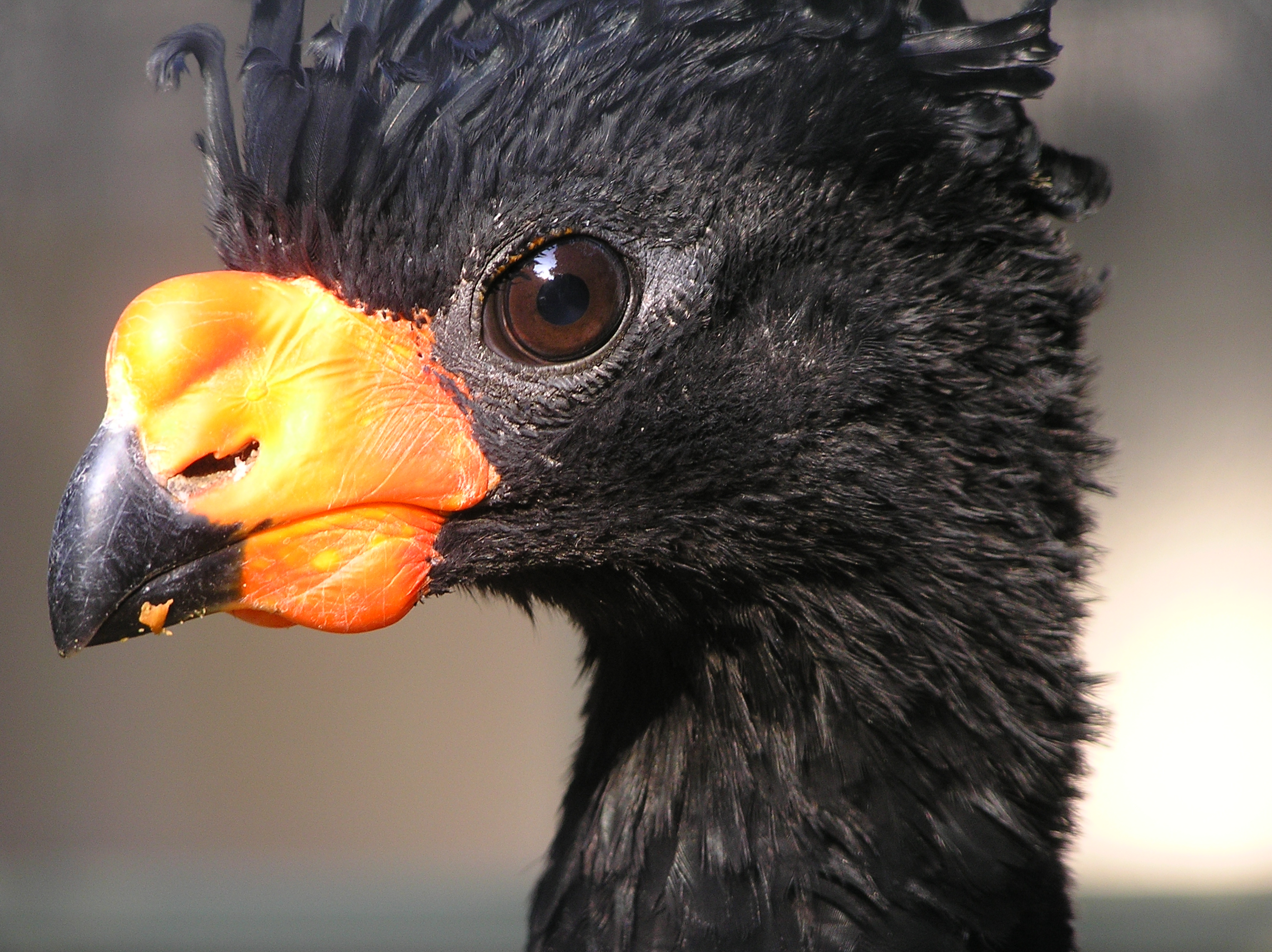
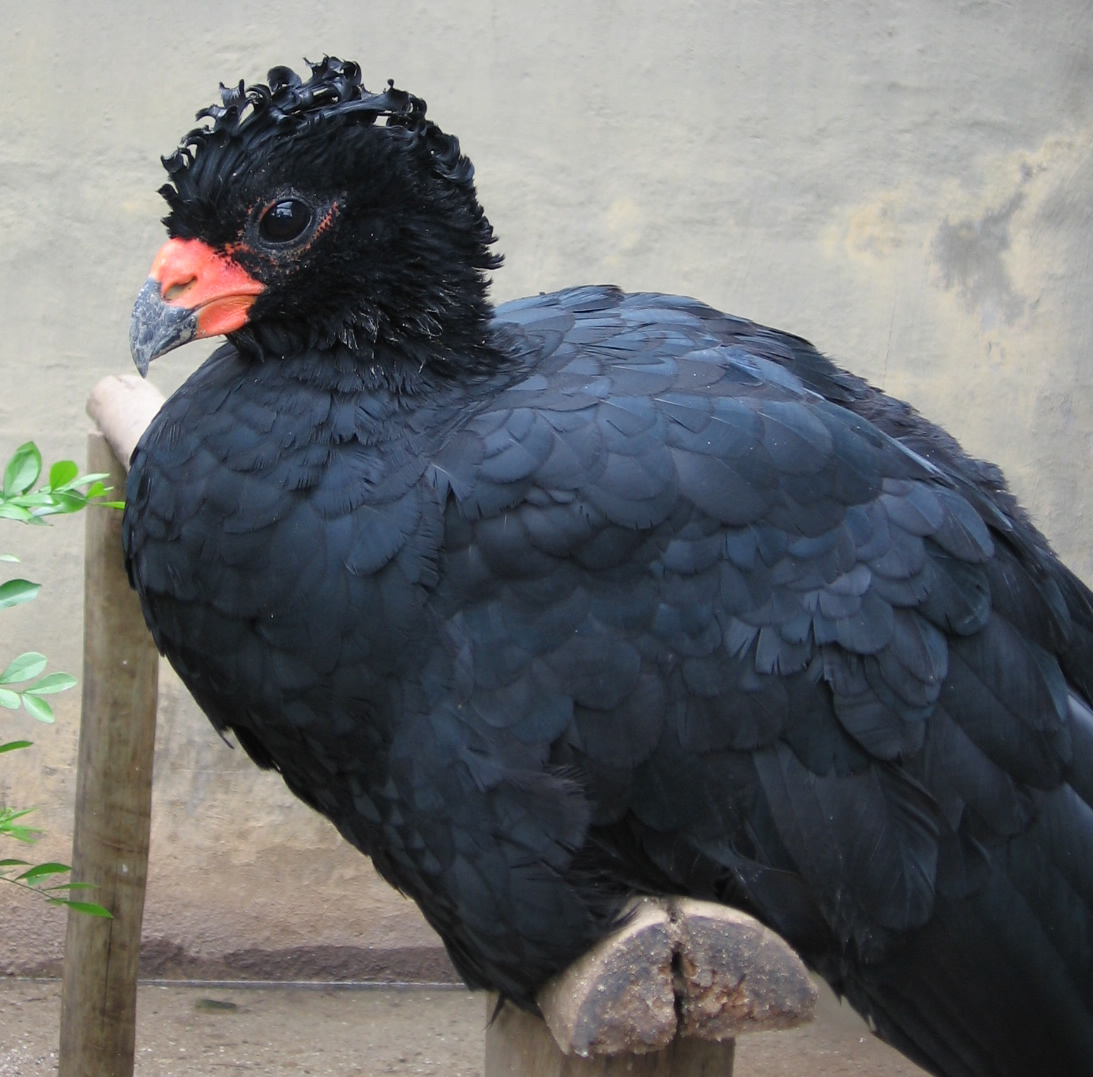